# Чалий Василь Опанасович
Василь Опанасович Чалий (31 грудня 1925, місто Куп'янськ, тепер Харківської області) — український радянський діяч, машиніст тепловоза локомотивного депо імені Кірова станції Основа Південної залізниці Харківської області. Депутат Верховної Ради УРСР 7—10-го скликань.

## Біографія
Освіта середня спеціальна.
З 1942 року — поїзний кочегар паровозного депо станції Вузлова Тульської області РРФСР, помічник машиніста паровозної колони № 10 особливого резерву станції Ожереллє Московської області РРФСР.
У 1947—1961 роках — машиніст паровозного депо станції Основа Південної залізниці Харківської області.
Член ВКП(б) з 1950 року.
З 1961 року — машиніст тепловоза локомотивного депо імені Кірова станції Основа Південної залізниці Харківської області. Наставник молоді депо.
Потім — на пенсії в місті Куп'янську Харківської області.

## Нагороди
- орден Леніна (4.05.1971)
- орден «Знак Пошани» (4.03.1966)
- медалі